# Roanantilope
De Roanantilope (Hippotragus equinus), ook wel paardantilope of basterdgemsbok genoemd, is een Afrikaanse antilopesoort uit de onderfamilie der paardantilopen (Hippotraginae). Zijn nauwste nog levende verwant is de sabelantilope of zwarte paardantilope (Hippotragus niger).

## Kenmerken
Het is een grote, sterke antilope met een stevige nek en schouders. De ruwe vacht is ruiger op de keel. De vachtkleur is meer geelbruin in het noorden van zijn verspreidingsgebied, meer grijs in het zuiden, en meer donkerrood in vochtigere streken. De buik is wit van kleur. Het gezicht heeft een zwart-witte tekening. Deze tekening verschilt per individu en regio: dieren uit het zuiden hebben meer wit in de tekening, dieren uit het noorden meer zwart. De poten zijn rossig, met onregelmatig donkere vlekken op de voorpoten. Ze eindigen in grote hoeven. Over de nek tot de schouders loopt een duidelijke rechtopstaande maan, bestaande uit haren met duidelijke zwarte punten. De snuit is groot en de oren zijn lang en smal met pluimpjes van lange haren op de top. De sikkelvormige hoorns van het mannetje zijn geringd en achterwaarts gekromd. Deze zijn 50 tot 100 centimeter lang. De hoorns van een vrouwtje zijn korter en minder gebogen dan die van een volwassen mannetje.
De Roanantilope heeft een kop-romplengte van 190 tot 240 centimeter en een schouderhoogte van 126 tot 145 centimeter. De staart is 37 tot 48 centimeter lang. Mannetjes zijn zwaarder dan vrouwtjes. Een mannetje weegt tussen de 242 en 300 kilogram, een vrouwtje tussen de 223 en 280 kilogram.

## Verspreiding en leefgebied
De Roanantilope leeft in open en licht beboste gebieden, voornamelijk op graslanden en savannes met slechts enkele bomen, in parklandschap en in bosmozaïeken. De Roanantilope heeft een voorkeur voor gebieden waar weinig andere herbivoren voorkomen. Hij komt zowel voor op de noordelijke savannes (van Senegal tot Ethiopië) als op de zuidelijke (in het zuidelijke gedeelte van Centraal- en Oost-Afrika). Ook in de Sahel komt hij voor, maar nooit ver van water. De Roanantilope kan tot op 2400 meter hoogte worden aangetroffen.

## Leefwijze
De Roanantilope is een dagdier. Op het heetst van de dag zoeken ze de schaduw op. Het belangrijkste voedsel is kort tot middelhoog gras, aangevuld met bladeren en scheuten van bomen en struiken en de peulen van de Acacia. Hij waagt zich zelden ver van water, en bezoekt gemiddeld twee keer per dag een waterbron.
Hij leeft in kudden van vijf tot vijfendertig dieren (gemiddeld tien), bestaande uit een dominante bok en meerdere vrouwtjes en kalveren. Andere volwassen mannetjes worden door de dominante bok verdreven en weggehouden van de groep. Op weidegronden die rijk zijn aan voedzaam gras voegen deze kudden zich soms samen met andere kudden. Op deze manier kunnen groepen van maximaal honderdvijftig dieren worden gevormd. Dit gedrag komt echter zelden voor.

## Voortplanting
De Roanantilope kan zich het gehele jaar door voortplanten, maar de meeste jongen worden geboren in het regenseizoen. Na een draagtijd van 280 dagen wordt één jong geboren. Als een vrouwtje haar jong moet werpen, zondert ze zich af van de kudde. Het jong blijft enige weken verborgen tussen dichte vegetatie. Moeder voegt zich na een week weer bij de kudde, waarbij ze het jong twee keer per dag opzoekt om het te laten zogen. Als het jong oud genoeg is zal het zijn moeder volgen naar de kudde. Jonge dieren trekken vaak met elkaar op en krijgen veel aandacht van alle kuddeleden. De zoogtijd duurt vier tot zes maanden.
Vrouwtjes zijn na twee jaar geslachtsrijp. Jonge mannetjes worden na drie jaar uit de groep gejaagd, waarna ze zich aansluiten van vrijgezellengroepjes, bestaande uit maximaal tien jonge mannetjes. In zo'n groep blijven ze een jaar of drie, waarna ze zich aansluiten bij een kudde vrouwtjes. Een Roanantilope wordt maximaal zeventien jaar oud.